# Cachette von Deir el-Bahari

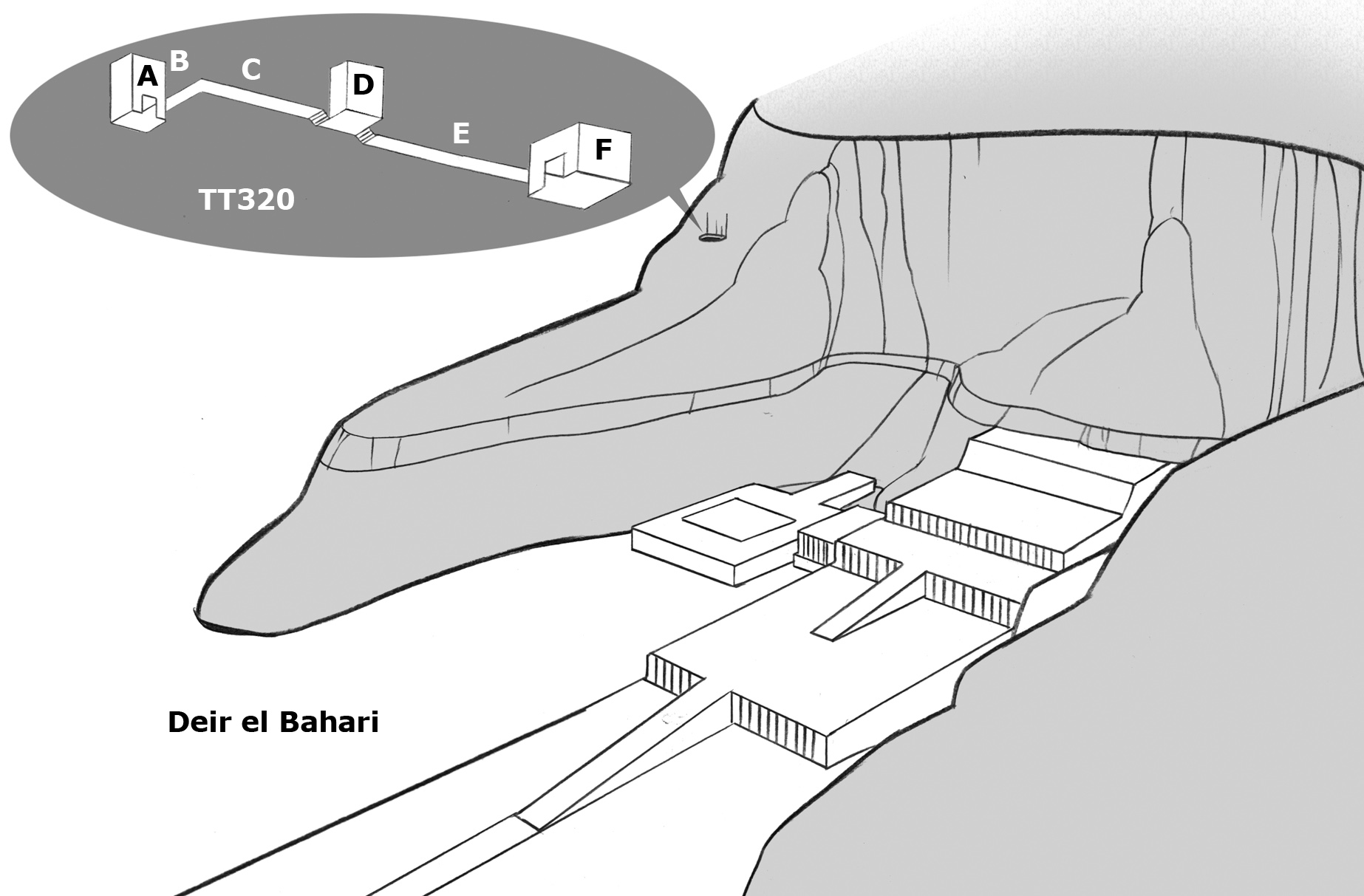
Lage der Cachette im Talkessel von Deir el-Bahari

Die Cachette von Deir el-Bahari mit der wissenschaftlichen Grabnummer DB/TT320 ist eine altägyptische Grabanlage in der Nekropole von Deir el-Bahari nördlich von Theben. Die Cachette diente als Mumiendepot zum Schutz vor Grabräubern und wurde nach heutigem Wissen in der 22. Dynastie unter Scheschonq I. angelegt. Ursprünglich wurde das Grab für Pinudjem II. errichtet.

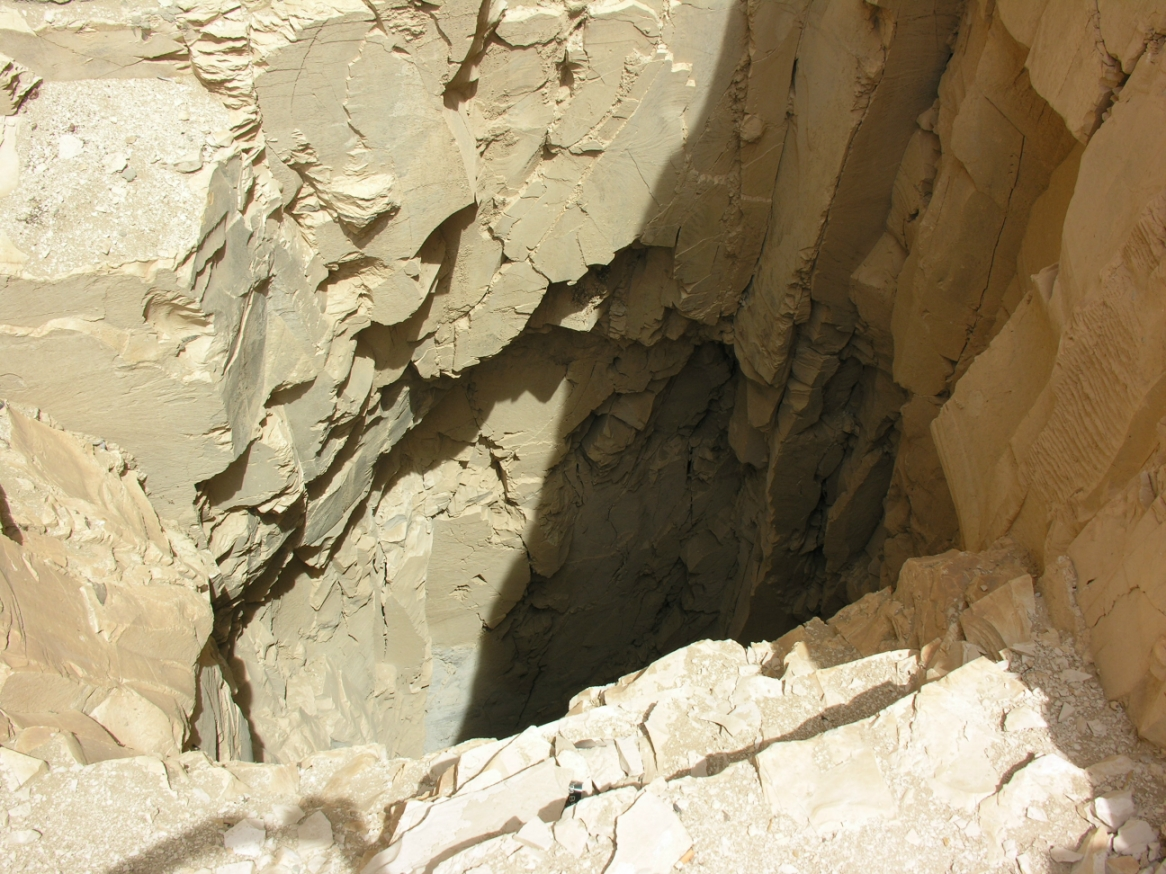
Eingangsschacht der Cachette

## Geschichte
Die Cachette von Deir el-Bahari wurde 1871 von den Brüdern Ahmed, Soliman und Mohammed Abd el-Rassul entdeckt. Die Familie Abd el-Rassul verschwieg die Entdeckung des Grabes, da es sich für sie um eine willkommene Einkommensquelle handelte. In den Jahren nach der Entdeckung verkauften sie immer wieder einige Fundstücke aus dem Grab. Schließlich wurde Gaston Maspero aufmerksam, der damals Direktor des Ägyptischen Museums in Bulaq/Kairo und Chef des ägyptischen Supreme Council of Antiquities war. Er vermutete die Entdeckung eines Grabes aus der 21. Dynastie.
Maspero reiste Ende Mai 1881 nach Oberägypten, um in der Angelegenheit zu recherchieren. Am 4. April wurde Ahmed Abd el-Rassul verhaftet, kurz darauf auch einer seiner Brüder. Es dauerte bis zum 25. Juni 1881, bis einer der Brüder die Entdeckung zugab, und am 6. Juli führte er die Delegation des Museums unter der Leitung von Emil Brugsch, damaliger Assistent von Maspero, und Ahmed Kamal Pascha zu dem Grab.
In der Cachette und dem Zwischenlager der Familie Abd el-Rassul wurden etwa 40 Sarkophage und circa 6000 andere Fundstücke sichergestellt. Nun war klar, dass es sich nicht um ein Grab aus der 21. Dynastie (Dritte Zwischenzeit) handelte, sondern um ein Depot für umgebettete Pharaonenmumien zum Schutz vor Grabräubern. Da die Entdeckung mittlerweile in der Umgebung bekannt geworden war, handelten Brugsch und Ahmed Kamal sehr schnell. Innerhalb von 48 Stunden wurden sämtliche Funde verladen und in Luxor zwischengelagert, um später mit dem Museumsschiff (der Menshiéh) nach Bulaq transportiert zu werden. In dieser Eile wurde auf eine wissenschaftliche Dokumentation verzichtet, was sich heute als großes Versäumnis herausstellt.
1998 veranlasste das Institut für Ägyptologie und Koptologie der Universität Münster gemeinsam mit der Abteilung für Ägyptologie der Russischen Akademie der Wissenschaften in Moskau weitere Untersuchungen. Die neuen Ausgrabungen wurden von Erhart Graefe geführt. Bei diesen Grabungen wurden weitere Mengen von Gegenständen und Fragmenten sichergestellt. Der Grad der Zerstörung vieler dieser Fundstücke deutet auf den groben Umgang damit durch die Delegation unter der Leitung von Brugsch hin.

## Architektur
Man gelangt in das Grab durch einen ca. zwölf Meter langen Zugangsschacht (A). Von dort kommt man in einen etwa 7,5 Meter langen und 1,4 Meter breiten Gang (B) mit eingearbeiteten Stufen und einer Deckenhöhe von circa 1,8 Metern. Am Ende des Ganges geht es in einem ca. 90°-Winkel nach rechts ins eigentliche Grab. Die Gesamtlänge der Anlage ist ca. 61,80 Meter. Auf ungefähr halber Strecke des Ganges (C) gibt es links eine Nische (D) von etwa 7,8 Meter Länge und 3,9 Meter Breite. Dem Gang (E) folgend gelangt man in die Hauptgrabkammer (F). Die gesamte Anlage hat etwa eine Deckenhöhe von zwei Metern.

## Die wichtigsten Funde
|    | Name                | Dynastie | Mumie/Sarg | Bemerkungen                                                                             |
| -- | ------------------- | -------- | ---------- | --------------------------------------------------------------------------------------- |
| 1  | Ahhotep I./II.      | 17/18    | D/-        |                                                                                         |
| 2  | Ahmose              | 17       | -/*        | Tochter von Seqenenre und Ahhotep I.                                                    |
| 3  | Ahmose Henuttamehu  | 17       | */*        | Tochter von Ahmose Inhapi                                                               |
| 4  | Ahmose Inhapi       | 17       | B/-        | Vermutlich Nebenfrau von Seqenenre                                                      |
| 5  | Ahmose Meritamun I. | 17       | */-        | Mumie im Sarg des Oberverwalters Seniu                                                  |
| 6  | Ahmose Nefertari    | 17       | D/D        | Ehefrau von Ahmose I., Mutter von Amenophis I. (im Sarg lag auch die Mumie Ramses III.) |
| 7  | Ahmose Sapair       | 17       | */*        | Vermutlich Sohn von Seqenenre (?) (im Sarg lag auch die Mumie eines anonymen Kindes)    |
| 8  | Satkamose           | 17       | */-        | Die Mumie lag im Sarg des Pediamun                                                      |
| 9  | Ahmose I.           | 18       | D/D        |                                                                                         |
| 10 | Amenophis I.        | 18       | C/C        | Mumie im Sarg von Djehutimose                                                           |
| 11 | Baket               | 18       | */*        |                                                                                         |
| 12 | Djed Ptahiuefanch   | 21       | F/F        | 2. oder 3. Prophet des Amun-Re, (+ Osirisfigur und Papyrus)                             |
| 13 | Hatschepsut         | 18       | -/-        | Nur ein Holzkasten mit mumifizierter Leber oder Milz und einem abgebrochenen Zahn       |
| 14 | Hennutaui           | ?        | B/B        | Ehefrau von Pinudjem I.                                                                 |
| 15 | Isisemcheb          | 21       | F/F        |                                                                                         |
| 16 | Maatkare            | 21       | F/F        | Tochter von Pinudjem I. und Hennutaui                                                   |
| 17 | Masaharta           | 21       | F/F        | Sohn von Pinudjem I. (+ Lederzelt Fragmente)                                            |
| 18 | Merimose            | 18       | -/-        | Vizekönig von Kusch (nur Kanopenkrüge)                                                  |
| 19 | Nebseni             | 18       | F/F        | Schreiber                                                                               |
| 20 | Neschons            | 21       | F/F        | Ehefrau von Pinudjem II. (+ Kanopen, Osirisfigur, Papyrus, Fayencekrüge)                |
| 21 | Nesitanebaschru     | 21       | F/F        | Tochter von Pinudjem II. und Neschons (+ Kupferkrüge, Osirisfigur, Kanopen, Papyrus)    |
| 22 | Nedjement           | 21       | */*        | Ehefrau von Herihor (+ Kanopenkasten, Osirisfigur, Papyrus)                             |
| 23 | Paheripedjet        | 20       | -/*        | Der Sarg enthielt die Mumie Rais                                                        |
| 24 | Pediamun            | 21       | -/*        | Der Sarg enthielt die Mumie Ahmose Sitkamose                                            |
| 25 | Pinudjem I.         | 21       | D/C        | + 2 Uschebtikästen, Mumie lag im Sarg Thutmosis I.                                      |
| 26 | Pinudjem II.        | 21       | F/F        | + Osirisfigur, Papyrus und Kanopen                                                      |
| 27 | Rai                 | 17       | */B        | Amme der Ahmose Nefertari                                                               |
| 28 | Ramses I.           | 19       | -/C        | Der Sarg enthielt die Mumie einer „unbekannten“ Tetischeri                              |
| 29 | Ramses II.          | 19       | D/D        |                                                                                         |
| 30 | Ramses III.         | 20       | D/D        |                                                                                         |
| 31 | Ramses IX.          | 20       | F/-        |                                                                                         |
| 32 | Seniu               | 21       | -/*        | Oberdomänenverwalter des Amun                                                           |
| 33 | Seqenenre           | 17       | D/D        |                                                                                         |
| 34 | Sethos I.           | 19       | B/B        |                                                                                         |
| 35 | Sa-amun             | 17       | D/D        | Sohn von Ahmose und Ahmose Nefertari                                                    |
| 36 | Siese               | ?        | -/-        | Königlicher Schreiber (nur Kanopenkrug)                                                 |
| 37 | Satamun             | 17       | */*        | Tochter von Ahmose I. und von Ahmose Nefertari                                          |
| 38 | Sutymose            | ?        | -/-        | Sängerin von Ahmose-Nefertari (+ Kanopensarg)                                           |
| 39 | Taueret             | 21       | F/F        | Erste des Harems des Amun-Re                                                            |
| 40 | Tetischeri          | 17       | -/-        | Vermutliche Mutter von Seqenenre (nur beschriftete Mumienbinden)                        |
| 41 | Thutmosis I.        | 18       | C/-        | Mumie im Sarg Pinudjem I.                                                               |
| 42 | Thutmosis II.       | 18       | C/C        |                                                                                         |
| 43 | Thutmosis III.      | 18       | D/D        |                                                                                         |
| 44 | Wepmose             | ?        | -/-        | Königlicher Schreiber (nur Kanopenkrug)                                                 |
| 45 | Wepwawetmose        | ?        | -/-        | Bevollmächtigter der Armee (nur Kanopenkrug)                                            |

Außerdem wurden acht weitere unbekannte Mumien gefunden. A, B, C, D, E, F geben den Fundort in der Cachette an, * bedeutet, dass der Fundort nicht dokumentiert wurde. Tabelle nach Reeves/Wilkinson und Dodson/Hilton.
Neuere DNA-Analysen weisen darauf hin, dass es sich bei der Mumie eines unbekannten Mannes („Unknown Man E“) aus der Cachette von Deir el-Bahari um die Leiche eines Sohnes von Ramses III. mit seiner Nebenfrau Teje handeln könnte, der in den Dokumenten eines Gerichtsverfahrens aus der Zeit des Nachfolgers Ramses IV. als Pentawer bezeichnet wird.